# Guty Espadas
Guty Espadas (* 20. Dezember 1954 in Mérida, Mexiko) ist ein ehemaliger mexikanischer Boxer im Fliegengewicht.

## Profikarriere
Im Jahre 1971 begann er erfolgreich seine Profikarriere. Am 2. Oktober 1976 boxte er gegen Alfonso López um WBA-Weltmeisterschaft und gewann durch technischen K. o. in Runde 13. Diesen Gürtel verteidigte er insgesamt viermal und verlor ihn im August 1978 an Betulio González nach Punkten.
Im Jahre 1984 beendete er seine Karriere.